# Linalool 8-monooksigenaza
Linalool 8-monooksigenaza (EC 1.14.13.151, P-450lin, CYP111) je enzim sa sistematskim imenom linalol,NADH:kiseonik oksidoreduktaza (8-hidroksilacija). Ovaj enzim katalizuje sledeću hemijsku reakciju
linalool + 2 NADH + 2 H+ + 2 O2 {\displaystyle \rightleftharpoons } (6E)-8-oksolinalol + 2 NAD+ + 3H2O (sveukupna reakcija)
(1a) linalol +  + + + O2 {\displaystyle \rightleftharpoons } (6E)-8-hidroksilinalol + + + 2O
(1b) (6E)-8-hidroksilinalol +  + + + O2 {\displaystyle \rightleftharpoons } (6E)-8-oksolinalol + + + 22O
Ovaj enzim je hem-tiolatni protein (P-450). Sekundarni elektronski donor je specifično [] feredoksin iz iste bakterijske vrste.

## Literatura
- Nicholas C. Price; Lewis Stevens (1999). Fundamentals of Enzymology: The Cell and Molecular Biology of Catalytic Proteins (Third изд.). USA: Oxford University Press. ISBN 019850229X.
- Eric J. Toone (2006). Advances in Enzymology and Related Areas of Molecular Biology, Protein Evolution (Volume 75 изд.). Wiley-Interscience. ISBN 0471205036.
- Branden C; Tooze J. Introduction to Protein Structure. New York, NY: Garland Publishing. ISBN 0-8153-2305-0.
- Irwin H. Segel. Enzyme Kinetics: Behavior and Analysis of Rapid Equilibrium and Steady-State Enzyme Systems (Book 44 изд.). Wiley Classics Library. ISBN 0471303097.

## Spoljašnje veze
- Linalool+8-monooxygenase на 